# Prosiaczek i przyjaciele
Prosiaczek i przyjaciele (ang. Piglet’s Big Movie) – amerykański film animowany z 2003 roku w reżyserii Francisa Glebasa. Film opowiada indywidualną historię Prosiaczka (który jest głównym bohaterem) i jego przyjaciół ze Stumilowego Lasu. 
Scenariusz oparto na rozdziałach VII i VIII Kubusia Puchatka oraz I Chatki Puchatka autorstwa A.A. Milne’a. Nie jest jednak kanoniczny z filmem Wiatrodzień Kubusia Puchatka, ponieważ retrospekcja przedstawia Kangurzycę i Maleństwo wprowadzających się do lasu po Tygrysie, a nie odwrotnie.  
Premiera filmu w Polsce w kinach odbyła się 30 maja 2003 roku z dystrybutorem Syrena Entertainment Group.
Film w Polsce wydano na wideo i DVD z dystrybucją Imperial Entertainment. Film wydano również na DVD z dystrybucją CD Projekt i Galapagos Films.
Film wyemitowano w telewizji na kanałach: TVP1, Polsat, TV Puls, Puls 2, Disney Channel, HBO, HBO 2, HBO 3. Film dostępny na platformie HBO GO.

## Fabuła
Kubuś Puchatek, Tygrys, Królik i Kłapouchy próbują przechytrzyć pszczoły, żeby zdobyć miód. Prosiaczek też chce im pomóc, lecz wszyscy mówią mu, że jest na to za mały. Załamany Prosiaczek odchodzi. Przyjaciele postanawiają go odszukać i znajdują jego pamiętnik. Szukając Prosiaczka, przypominają sobie różne przygody spędzone razem z nim. W tym czasie zaczyna padać deszcz. Królik i Tygrys denerwują się, kłócąc się i niszczą pamiętnik Prosiaczka. Wpada do rzeki i odpływa. Przyjaciele są załamani. Przypominają sobie, że są zmarznięci i mokrzy.
Wszyscy wracają do domu Prosiaczka, by się ogrzać i postanawiają odtworzyć jego pamiętnik. Malują kredkami wiele obrazków z przygodami, które przeżyli razem z Prosiaczkiem. Gdy deszcz przestaje padać, wszyscy wychodzą szukać resztek pamiętnika Prosiaczka. Kubuś ryzykuje życie, wdrapując się na wielki pień drzewa, gdyż widzi na jego końcu pamiętnik. Jednakże w dole jest wodospad, a w pniu dziura. Puchatek wpada do niej. Wtedy pojawia się Prosiaczek, który go ratuje, ale pień zaczyna pękać pod ciężarem przyjaciół. Wszystkim udaje się uciec, ale Prosiaczek i Kubuś zostają w pniu. Przyjaciele opłakują ich, myśląc, że zginęli. Potem jednak wychodzą cali i zdrowi. Wszyscy potem świętują ich powrót. Pomimo usilnych starań nie udało się pamiętnika ocalić. Więc po powrocie do domu, wszyscy urządzają przyjęcie na cześć Prosiaczka.

## Obsada głosowa
- John Fiedler – Prosiaczek
- Jim Cummings –
  - Kubuś Puchatek,
  - Tygrys
- Ken Sansom – Królik
- Peter Cullen – Kłapouchy
- Nikita Hopkins – Maleństwo
- Kath Soucie –
  - Kangurzyca
  - Krzyś (śpiew)
- Andre Stojka – Sowa
- Tom Wheatley – Krzyś (dialogi)

## Wersja polska
Opracowanie: Start International Polska

Reżyseria: Joanna Wizmur

Dialogi polskie: Krystyna Skibińska-Subocz

Kierownictwo muzyczne: Marek Klimczuk

Teksty piosenek: Marek Robaczewski

Piosenki nagrano w: Studio Buffo

Realizacja nagrania piosenek: Przemysław Nowak

Dźwięk i montaż: Janusz Tokarzewski

Kierownik produkcji: Elżbieta Araszkiewicz

Opieka artystyczna: Maciej Eyman

W wersji polskiej udział wzięli:
- Tomasz Steciuk – Prosiaczek
- Maciej Kujawski – Kubuś Puchatek
- Jacek Czyż – Tygrys
- Ryszard Nawrocki – Królik
- Jan Prochyra – Kłapouchy
- Zofia Jaworowska – Maleństwo
- Joanna Jeżewska – Kangurzyca
- Włodzimierz Bednarski – Sowa
- Jonasz Tołopiło – Krzyś

Piosenki śpiewają:
- „Kubuś to miś” – Anna Jurksztowicz
- „Ma Tygrys powody do dumy” – Jacek Czyż
- „Gdybym większy mógł być” – Anna Jurksztowicz i Tomasz Steciuk
- „Matczyna intuicja” – Anna Jurksztowicz
- „Hej-ho! To dla misia ten marsz” – Anna Jurksztowicz, Jacek Czyż, Maciej Kujawski, Ryszard Nawrocki, Jan Prochyra, Tomasz Steciuk i Jonasz Tołopiło
- „Od kiedy śnieg” – Maciej Kujawski i Tomasz Steciuk
- „Kilku kumpli weź” – Anna Jurksztowicz
- „Kilku kumpli weź II” – Jacek Czyż, Maciej Kujawski i Jonasz Tołopiło
- „Im bardziej staram się” – Anna Jurksztowicz

## Inne utwory

### Gry komputerowe
W 2003 wprowadzono na rynek dwie gry komputerowe dla dzieci bazujące na Prosiaczku i przyjaciołach o tym samym tytule. Pierwszą, przygodową grę akcji przeznaczoną na konsole GameCube i PlayStation 2 oraz konsolę przenośną Game Boy Advance, opracowało francuskie studio Dôki Denki. Wersje na konsole stacjonarne wydało Gotham Games, zaś na Game Boya Advance – Disney Interactive. 
Drugą grę wydano na komputery osobiste z systemami Microsoft Windows i Mac OS i była to gra przygodowa typu „wskaż i kliknij”, w której Prosiaczek pomaga Królikowi w przygotowaniu zupy dla ich przyjaciół. Za jej opracowanie odpowiadało studio Hulabee Entertainment.
Lata po cichej premierze gry, wersje na GameCube i PlayStation 2 stały się viralowym fenomenem w 2024 roku, gdy muzykę i rozgrywkę w grze porównano do serii gier z gatunku survival horror Resident Evil i Silent Hill. W obliczu tego nowego zainteresowania reżyser gry, Pascal Stradella, potwierdził, że gra w jakimś stopniu była inspirowana Resident Evil i miała jej komediową wersją.

### Komiksy
W 2003 roku opublikowana została adaptacja komiksowa o tym samym tytule jako 21. album włoskiej serii Classici a fumetti. Za scenariusz odpowiadał Greg Crosby, za rysunki włoska rysowniczka Anna Merli, a za layouty Marco Mazzarello.